# Francisco Fernández Reolid
Francisco Fernández Reolid (n. Peralta, Elche de la Sierra, Albacete; 31 de mayo de 1937-Móstoles, Comunidad de Madrid; 11 de enero de 2015) fue un artista español.

## Biografía
Estudia la carrera de Bellas Artes en la Escuela Superior de San Fernando (Madrid), becado por el gobernador de Madrid en 1958, y por el Ayuntamiento de Hellín y Comisaría de protección Escolar durante toda su carrera. Fue catedrático de dibujo en el I.E.S. "Francisco de Goya - La Elipa", en el sector de La Elipa en el Barrio de Ventas de Madrid, sito en la Calle Santa Irene, 4. A propuesta de él ante el claustro de profesores, se cambió el nombre del Instituto de "Barrio de La Elipa" a "Francisco de Goya", manteniéndose el nombre del Barrio a la FP por la gran lucha vecinal que hubo para la consecución del mismo. También ejerció como profesor de dibujo en el colegio Santa María del Pilar y el instituto Gran Capitán también de Madrid.
En 1961, vive varios meses en Italia, consiguiendo un segundo premio en la Exposición Internacional de "primavera del artista" en Abisola Marina (Génova). Concurre a dos extemporáneas y es premiado en ambas. Queda finalista y es seleccionado en el concurso "Monte Cervino", al que concurren artistas del mundo entero, siendo galardonado en el mismo.
También le fue concedido el primer premio de pintura en su municipio natal. 
Celebró exposiciones individuales en Madrid, Salamanca, Zaragoza, Huesca, Cuenca, Gijón, Oviedo, Murcia, Albacete, etc. Y también en Alemania, Francia e Italia. En la Exposición Nacional de 1964 le fue concedido en Madrid el premio de la Diputación Provincial de Albacete y el "Macarrón de Oro" en Turín. En 1965 fue invitado a participar en la Exposición Internacional Premio Suzzara, de Mantua, y le fue concedida la Medalla de Oro en el Premio La Griva, del Comune de Leini (Italia). 
Cuadros suyos figuran en importantes colecciones privadas en Francia, Alemania, Estados Unidos y Sudamérica. 
En junio de 1974 consigue el Primer Premio Nacional de Escultura en Medallas "Tomás Francisco Prieto", patrocinado por la Fábrica Nacional de Moneda y Timbre (FNMT). 
Entre 1969 y 1979 realiza las bóvedas del santuario de Nuestra Señora del Rosario de Hellín.

## Honores
En 1979 se le concede el título de "Pintor del Año" por el periódico La Voz de Albacete. 
El Museo Británico de Londres (Sección de Medallas) le adquiere un ejemplar en septiembre de 1978. 
Está representado en el Museo Provincial de Albacete, con su obra La soledad al sol de otoño. 
En 1982, se le concede el Primer Premio "Ciudad de Hellín", por su cuadro La ventana. 
En 1983, 2º Premio de Pintura en la XII Exposición Regional de Artes Plásticas, convocado por el Ayuntamiento de La Roda. 
En noviembre de 1984, se le concede el Primer Premio de Pintura "ATENEO" de Albacete, por su obra Homenaje. 
En 1985, del 4 al 15 de noviembre, colabora con otros artistas para recaudar fondos para el Albergue Santa María de la Paz realizando una exposición conjunta.
En 1985 participa junto a otros artistas en la exposición en la Fundación Sotomayor Sotomayor que rinde un homenaje al pintor dentro de su propio estudio convertido en sala de exposiciones y Fundación
En 1985, 2º Premio de Pintura en la XIV Exposición Regional de Artes Plásticas, convocado por el Ayuntamiento de La Roda. 
En 1986, 3ª Medalla de Dibujo en el LIII Salón de Otoño, en Madrid. Es seleccionado en el IV, V, VI y VII Premio Durán-Madrid 1987, 1988, 1989 y 1990. 
En 1988, Primer Premio del Excmo. Ayuntamiento en el certamen de San Isidro "Tipos y paisajes de Madrid". 
En el 1988, Mención de Honor en la IV Bienal Iberoamericana (México) con el tema Los niños en la pintura iberoamericana de hoy. 
En el 1990, 2º Premio Nacional de Escultura, patrocinado por la Asociación Española de Pintores y Escultores (AEPE). 
En el 1990, Primer Premio Nacional de "Minicuadros", patrocinado por la misma Asociación Española de Pintores y Escultores. 
En el 1992, 2ª Medalla en Pintura "Toledo y las Musas", en el Salón de Otoño, patrocinada por la Asociación Española de Pintores y Escultores. 
En 1992: título de "Albacetense distinguido 1992", por la Peña de Albacete en Madrid. 
En 1993, Primer Premio Nacional de Pintura de la Villa de La Roda por el cuadro Autorretrato 1991. 
En el año 2002 se crea la Fundación Francisco Reolid.
En 2004, el pintor Reolid concede una entrevista al informativo local de Moratalaz indicando cuales son sus planes futuros.
En el año 2009 es incapacitado y recayendo su tutela en la Fundación Afal Futuro, la cual en la actualidad está siendo juzgada y sus bienes han sido embargados.
En el año 2011 la Asociación Española de Editoriales de Publicaciones Periódicas (AEEPP) convoca unos premios y la organización entregará a los premiados y los accésit (finalistas) dos medallas acuñadas en 1974 y 1983 por la Fábrica Nacional de Moneda y Timbre. Las insignias, cuyos autores son los maestros grabadores Francisco Fernández Reolid (El Hombre y la Vida, 1974) y Ramiro Sanz Salvador (Homenaje a la Vida, 1983), se acuñaron en la Fábrica Nacional de Moneda y Timbre utilizando excepcionales técnicas y maquinaria hoy en desuso, están realizadas en cobre, proceden de los fondos del Museo Real Casa de la Moneda, y tienen tirada limitada.